# (13063) Purifoy
(13063) Purifoy (1991 LB) – planetoida z pasa głównego asteroid okrążająca Słońce w ciągu 3,32 lat w średniej odległości 2,23 j.a. Odkryta 5 czerwca 1991 roku.